# Absolute Linux
Absolute Linux – dystrybucja Linuxa bazująca na Slackware Linux przeznaczona do codziennego użytkowania (internet, multimedia, dokumenty). Jej domyślny menadżer okien to IceWM. Znajdziemy w niej między innymi takie programy jak GIMP, LibreOffice, przeglądarkę internetową Chrome, Xfburn, p7zip, klient P2P sieci BitTorrent qBittorrent. Założniem Absolute Linux jest to, że ma być lekki – oznacza to, że działa na starszym sprzęcie, oraz że jego interfejs ma być czysty i przejrzysty w użytkowaniu. Jest kompatybilna ze Slackware, dzięki czemu można używać praktycznie każdej paczki z tej samej wersji Slackware na Absolute.